# Phlojodicarpus sibiricus
Phlojodicarpus sibiricus là một loài thực vật có hoa trong họ Hoa tán. Loài này được (Fisch.) Koso-Pol. miêu tả khoa học đầu tiên năm 1922.